# Rock Bottom
Rock Bottom är även en av låtarna på albumet Dressed to Kill av KISS.
Rock Bottom är ett musikalbum av Robert Wyatt som lanserades 1974 på Virgin Records. Albumet producerades av Nick Mason, trumslagare i Pink Floyd. Wyatt ser albumet som sin fullbordade solodebut, även om det tekniskt sett är hans andra studioalbum efter 1970 års The End of an Ear. Under inspelningarna av albumet råkade Wyatt ut för en olycka som gjorde att han blev förlamad från midjan och neråt, när han under en vild fest föll från ett badrumsfönster på tredje våningen. Wyatt gjorde ändå klart albumet, de flesta av låtarna hade skrivits innan olyckan. Albumet innehåller influenser från såväl progressiv rock som från jazz och möttes av mestadels välvilliga recensioner när det släpptes.
Bland medverkande gästmusiker kan nämnas Mike Oldfield, Fred Frith, Hugh Hopper och Richard Sinclair.
Skivan var en av titlarna i boken 1001 album du måste höra innan du dör. Albumet fanns med i webbplatsen Pitchforks lista "100 Albums of the 1970s" på plats 98.

## Låtlista
Sida 1
1. "Sea Song" – 6:31
2. "A Last Straw" – 5:46
3. "Little Red Riding Hood Hit the Road" – 7:40

Sida 2
1. "Alifib" – 6:55
2. "Alife" – 6:31
3. "Little Red Robin Hood Hit the Road" – 6:08

- Alla låtar komponerade av Robert Wyatt.

## Medverkande
Musiker
- Robert Wyatt – sång, keyboard, percussion, slidegitarr
- Mike Oldfield – gitarr
- Gary Windo – basklarinett, tenorsaxofon
- Ivor Cutler – röst, baritonconcertina, harmonium
- Alfreda Benge – röst
- Mongezi Feza – trumpet
- Fred Frith – viola
- Hugh Hopper – basgitarr
- Richard Sinclair – basgitarr
- Laurie Allan – trummor

Produktion
- Nick Mason – musikproducent
- Steve Cox – ljudtekniker (vid The Manor och Delfina's Farm)
- Dick Palmer – ljudtekniker (vid CBS London)
- Toby Bird – assisterande ljudtekniker (vid CBS London)